# 숌펜족

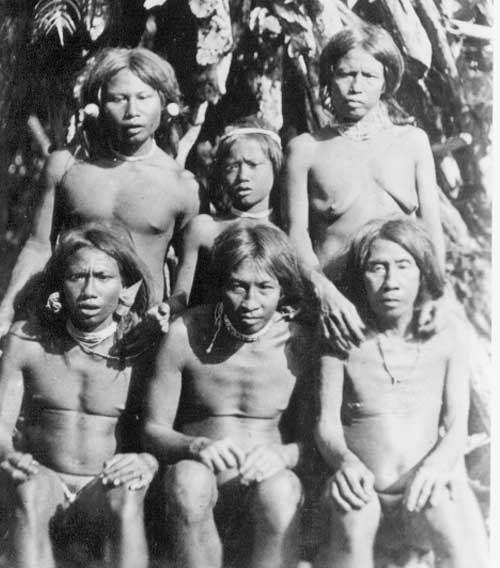
1886년 촬영된 숌펜족 무리

숌펜족(Shompen)은 인도령 니코바르 제도의 남부에 위치한 섬인 대니코바르섬(Great Nicobar Island)의 내륙 지역에서 살아가는 원주민 부족이다. 이들은 문명과의 교류가 전혀 없는 것은 아니나 보호를 위해 당국에 의해 외부인의 접근이 철저히 통제되어 20세기 이래로 거의 고립된 채 살아가고 있어 사실상 미접촉부족으로 여겨지기도 한다.
숌펜족은 야생의 짐승이나 새를 사냥하고 숲의 열매 등을 모으는 수렵채집사회를 유지하고 있는데, 돼지를 기르거나 마, 채소 등을 재배하는 모습도 보인다. 의복은 허리 아래에 천으로 만든 띠를 두르는 것이 전부이며, 남자들은 활과 화살을 들고 허리춤에 칼, 도끼 등 도구를 차고 다닌다.
2001년 인구조사에서 섬에 약 300명의 숌펜족이 사는 것으로 추산되었다. 인도 당국에서는 이들의 마을에 A, B라는 이름을 붙여 행정 관리하고 있는데, 2011년 조사에서 마을의 인구가 급감하여 2004년 인도양 지진해일과의 연관성이 생각되나, 대부분의 인구가 내륙에 거주하므로 직접적인 인명피해는 적었던 것으로 보인다.
숌펜족의 언어인 숌펜어는 전통적으로 니코바르 제도의 다른 원주민 언어들과 같이 오스트로아시아어족 니코바르어파에 속한다고 여겨져 왔으나, 최근에는 오스트로아시아어족 내의 독자적인 분파를 이룬다거나 혹은 고립된 언어라고 하는 이론들도 등장하고 있다.

## 같이 보기
- 숌펜어
- 니코바르인
- 니코바르 제도